# Elegia a zecea
„Elegia a zecea” este a unsprezecea poezie-elegie de Nichita Stănescu din volumul 11 elegii, apărut în 1966.

## Comentarii
Comentariile criticului Dorin Ștef referitoare la Elegia a zecea sunt,
| “ | Firesc, după ce am asistat la nașterea în plan spiritual (Omul-fantă), va urma o naștere în plan fizic (Elegia a zecea) a ființei umane, pentru a popula planeta celor patru anotimpuri cu o civilizație nemaivăzută până atunci. Părăsind lumea simultană, adică „murind”, omul se naște și ia contact brusc cu spațiul materiei dense. Și atunci exclamă prin toți porii ființei: „Sunt bolnav!” Lumina, frigul, soarele, căldura, zgomotul, priveliștile… îl invadează ca o herghelie de cai zvăpăiați: „Mă doare o rană călcată-n copite de cai fugind”. Boala și durerea sunt blazonul acestei lumi. Ele îți dau certitudinea unei existențe percepute prin cele cinci organe de simț. Poemul s-ar putea reduce la șase cuvinte: “Sunt bolnav, mă doare, deci exist!” Nichita, într-un moment de contemplație, a spus: „Durerea poate fi întruparea vitală a erorii. Ea stă la rădăcina cunoașterii și a revelației: nașterea” (Durerea ca formă a erorii, în Respirări, 1982, p.71). | ” |